# Accidentes de aviación en La Concha (San Sebastián)

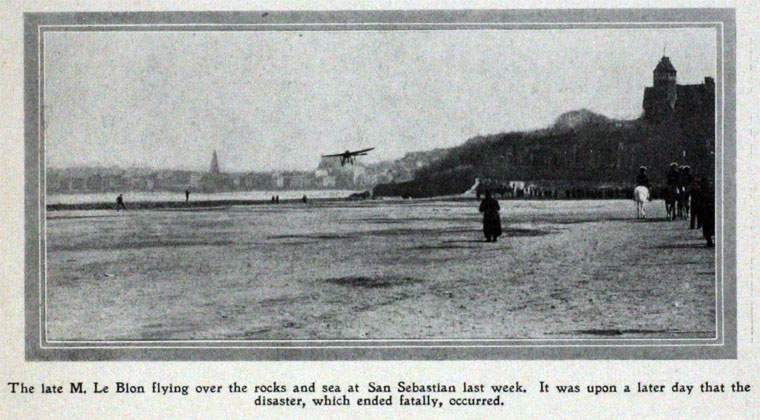
Hubert Leblond en San Sebastián

El primer  accidente de aviación en La Concha (San Sebastián/ España) ocurrió el 2 de abril de 1910 falleciendo del aviador francés  Hubert Leblond al precipitarse al mar cerca dellas rocas del Pico del loro en una demostración aérea.
En 1914 el aviador belga Elie Hanouille falleció al estrellarse  con su aparato en las aguas de la bahía de La Concha en una exhibición aérea.
Siguió con el aterrizaje forzoso en 1919  en la playa de la Concha del aviador francés Jean Boullersin y finalmente el 8 de mayo de 1945 el amerizaje  cerca de la orilla de la playa de la Concha del Heinkel 111 del ejército alemán con 6 pasajeros, entre ellos el militar nazi León Degrelle, que huían tras el fin de la guerra mundial.

## Descripción
- El 26 de marzo de 1910 San Sebastián recibió a Hubert Le Blond como un pionero de la aviación.[4]

Léon Delagrange, que ya había volado desde Ondarreta, fue su introductor.
El día 27 de marzo los donostiarras abarrotaron el entorno de la bahía de la Concha para presenciar el anunciado vuelo de Le Blond. 
El biplano llegó a Ondarreta para ser montado por los mecánicos, cosa que consiguieron hacer en menos de cuatro horas.
Con la presencia del Ministro de Fomento, Fermín Calbetón, se dispusieron a presenciar el vuelo. Después de varios intentos fallidos, Le Blond consiguió arrancar su aparato y        elevarse unos 20 metros. A los cinco minutos el avión se posó en Ondarreta y terminó el vuelo recibiendo calurosas felicitaciones por parte de los allí presentes.
Los dos vuelos del día 28 fueron todavía más espectaculares. El aparato, ante el asombro de la multitud, dio tres vueltas a la bahía en un vuelo de 8 minutos.

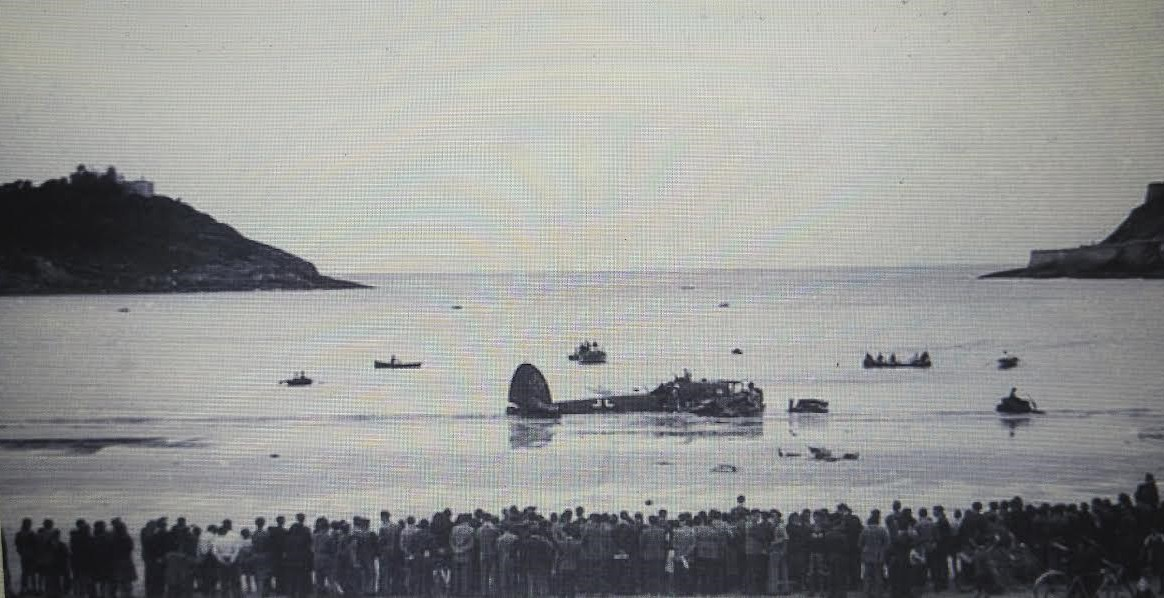
Aterrizaje forzoso del Einquel-111 en La Concha. 1945

Para el 29 se anunció un nuevo vuelo, a bordo de un aparato traído desde El Cairo, mayor que el anterior. 
Después de pasar todo el día montando el avión, a las cinco de la tarde estaba dispuesto para volar, pero hasta las seis y media no se consiguió que arrancara el motor y cuando lo hizo, debido a la poca velocidad alcanzada, cuando estaba a la altura de La Perla (los actuales relojes) cayó al agua en el centro de la Bahía, siendo recogido por una canoa dispuesta al efecto.
El día 2, la tarde estaba despejada y a las tres y media Le Blond emprendió un nuevo vuelo por la Bahía sin que nadie lo esperara. Los servicios de salvamento no estaban dispuestos. Apenas llegado cerca del túnel del Antiguo una ráfaga de viento arrastró el monoplano, quedando sumergido cerca del pico del loro. Un golpe en la cabeza acabó con la vida de Leblond.
Su mujer, que presenció el accidente, repatrió el cadáver a París, su localidad de origen.
- El lunes 16 de marzo de 1914 el piloto belga Elie Hanouille se estrelló con su aparato en las aguas de la bahía de La Concha, falleciendo a causa del golpe durante una exhibición aérea.

- El aviador francés Jean Boullersin realizó un aterrizaje de emergencia  en la playa de la Concha por una avería en 1919.[6]
- El 8 de mayo de 1945, Un avión Heinkel 111 con 6 pasajeros a bordo se precipitó en la bahía de la Concha a 300 kilómetros por hora. Entre sus ocupantes estaba el destacado coronel nazi León Degrelle que, partiendo de Oslo, huían de las fuerzas aliadas para no ser capturados.[7]  Al sobrevolar San Sebastián, se quedaron sin gasolina por lo que se precipitaron en la bahía sobreviviendo todos ellos. Leon Degrelle estuvo ingresado en el Hospital Militar de San Sebastián y posteriormente vivió en España hasta su fallecimiento protegido por el régimen existente.[8]

Un accidente aéreo, no relacionado directamente con San Sebastián, fue el  ocurrido en las proximidades de la ciudad. Ocurrió el 13 de julio de 1919 cuando el piloto francés Louis Happe falleció al estrellarse su avión en el despegue del aeródromo de Lasarte. Su intención era sobrevolar San Sebastián.